# Приседания
Приседа́ния — одно из базовых упражнений (в пауэрлифтинге); выполняющий упражнение приседает и затем встаёт, возвращаясь в положение стоя. Приседание считается[кем?] одним из важнейших упражнений в силовом спорте, а также используется в качестве дополнительного в процессе подготовки спортсменов практически всех спортивных дисциплин.

## Общий эффект упражнения
Приседания (наряду со становой тягой) создают наилучшие условия для набора силы и объёма мышц всего тела. Помимо этого, они используются в качестве общеукрепляющего и реабилитационного упражнения.
Поскольку во время выполнения приседаний значительная часть нагрузки ложится на мышцы-синергисты (пресс и ягодицы), это создаёт условия для опережающего развития ягодичных мышц и визуально увеличивает талию спортсменов. В бодибилдинге такое развитие мускулатуры считается[кем?] несбалансированным, поэтому профессиональные бодибилдеры чаще используют для накачки ног такие упражнения, как разгибания ног и жим ногами.

### Работающие мышцы
Приседания — одно из самых эффективных силовых упражнений в плане набора мышечной массы. Движение является многосуставным, затрагивает большое количество крупных и мелких мышц. Практически все мышцы нижней части тела включаются в работу. Различные варианты движения смещают акцент нагрузки на разные группы мышц. Классические приседания со штангой на плечах вовлекают в работу прежде всего квадрицепсы; синергистами (мышцами, помогающими в движении) выступают большие ягодичные мышцы, приводящие мышцы бедра, а также камбаловидные мышцы. Стабилизаторами являются бицепсы бедра, а также икроножные мышцы. Также нагрузка приходится на мышцы брюшного пресса, разгибатели спины и некоторые другие мелкие мышцы ног и туловища.

### Приседания и возраст
Ввиду сильного эффекта приседаний на организм, пожилые атлеты используют дополнительные меры предосторожности. Для них имеют особую важность разминка, частота выполнения упражнения и соблюдение техники безопасности. Исследования показывают, что выполнение приседаний в пожилом возрасте приносит не меньшую пользу организму, чем в молодом, причём при правильно выбранном курсе восстановления излечение от травм проходит примерно в те же сроки. В пауэрлифтинге регулярно проходят соревнования между ветеранами (как в троеборье, так и отдельно в приседаниях).

### Реабилитационный эффект
Приседания оказывают общеукрепляющее и реабилитационное воздействие на мышцы всей нижней части тела. Как показали исследования Американского института спортивной медицины, они укрепляют не только мышцы, но и коленные сухожилия. Также преимуществом приседаний является то, что это многосуставное упражнение, в котором движения тазобедренного, коленного и голеностопного суставов должны быть согласованы, что повышает устойчивость связей «мозг-мышца».

### Травмоопасность
При несоблюдении правил безопасности, недостаточном разогреве, выполнении в нестрогой технике приседания, особенно с большим весом, являются опасным упражнением, оказывающим негативное влияние на коленные суставы и позвоночник спортсмена. Некоторые исследования середины XX века указывают и на то, что приседания растягивают коленные сухожилия, поэтому они были исключены из программы физической подготовки военнослужащих некоторых подразделений армии США. Однако более поздние исследования, проведённые университетом Алабамы и другими организациями, не выявили отрицательного воздействия приседаний на коленные суставы (при условии правильного выполнения) ни у любителей, ни у профессиональных пауэрлифтёров.
Как для опытных спортсменов, так и для новичков главным условием является выполнение 2—3 разминочных подходов перед переходом на рабочие веса.

## Техника выполнения

### Биомеханика
При выполнении приседаний можно варьировать положение ног, но обычно рекомендуют ставить носки врозь, а ноги примерно на ширине плеч. Хват грифа должен выполняться всей кистью, его нельзя держать одними пальцами или прижимать ладонью к плечам. Спина должна держаться прямо, не округляться (держать поясницу «лодочкой»), корпус нельзя слишком наклонять вперёд; чтобы помочь держать спину прямо, рекомендуется смотреть прямо перед собой или немного вверх. Носки должны быть слегка развёрнуты в стороны, чтобы колени и носки смотрели строго в одном направлении, позволяя предотвратить излишнюю нагрузку на связки коленных суставов, то есть при вставании нельзя сильно сдвигать колени внутрь или разводить их наружу. Подошвы ступней не должны отрываться от пола, что наблюдается у начинающих атлетов. В начальной фазе упражнения делается вдох, в конечной фазе — выдох.
Для уменьшения опрокидывающего момента некоторые профессиональные спортсмены используют широкую стойку и/или низкую посадку штанги на плечах, ближе к задней дельте.

### Экипировка
При работе с большим весом применяется специальная экипировка: пояс, эластичные бинты на коленях; иногда бинты наматываются и на лучезапястный сустав для улучшения фиксации штанги. При использовании бинтов важно рассчитать скорость движения вниз, так, чтобы упругость бинтов помогла «вытолкнуть» штангу вверх, но при этом не возникла чрезмерная нагрузка на позвоночник. Профессиональные пауэрлифтеры используют также специальные комбинезоны для приседаний, которые вместе с бинтами (отдельно комбинезон, в отличие от бинтов, практически не используется) могут существенно улучшить результат.
Если гриф штанги во время выполнения упражнения причиняет сильный дискомфорт, давит в шейной области, можно подкладывать полотенце, чтобы избежать повреждения кожи и уменьшить неприятные ощущения.

### Меры безопасности
Поскольку в приседаниях атлет может работать с большим весом, техника безопасности при их выполнении требует строгого соблюдения. Главная опасность — травмы спины и коленей. Основное правило, позволяющее избежать травм спины, — это приседания с прямой спиной. Одной из основных причин является то, что они поднимают ягодицы быстрее, чем грудную клетку. При «круглении» спины на позвоночник (особенно в нижней его части) ложится слишком большая нагрузка. Ступни рекомендуют держать на одной линии с коленями, что позволяет избежать крутящих моментов в суставах. Иногда отмечается повышенная травмоопасность глубоких приседаний (тазобедренный сустав опускается ниже коленного сустава), однако исследования показали, что травмы коленей при глубоких приседаниях случаются лишь при несоблюдении правильной техники (в частности, при высокой скорости опускания снаряда) и относительной слабости мышц, участвующих в движении.
Иногда отмечается возможность получения хронической травмы при приседаниях в тренажёре Смита ввиду неестественной траектории движения, однако эта точка зрения не находит поддержки в академических кругах.

## Варианты исполнения

### По расположению центра тяжести

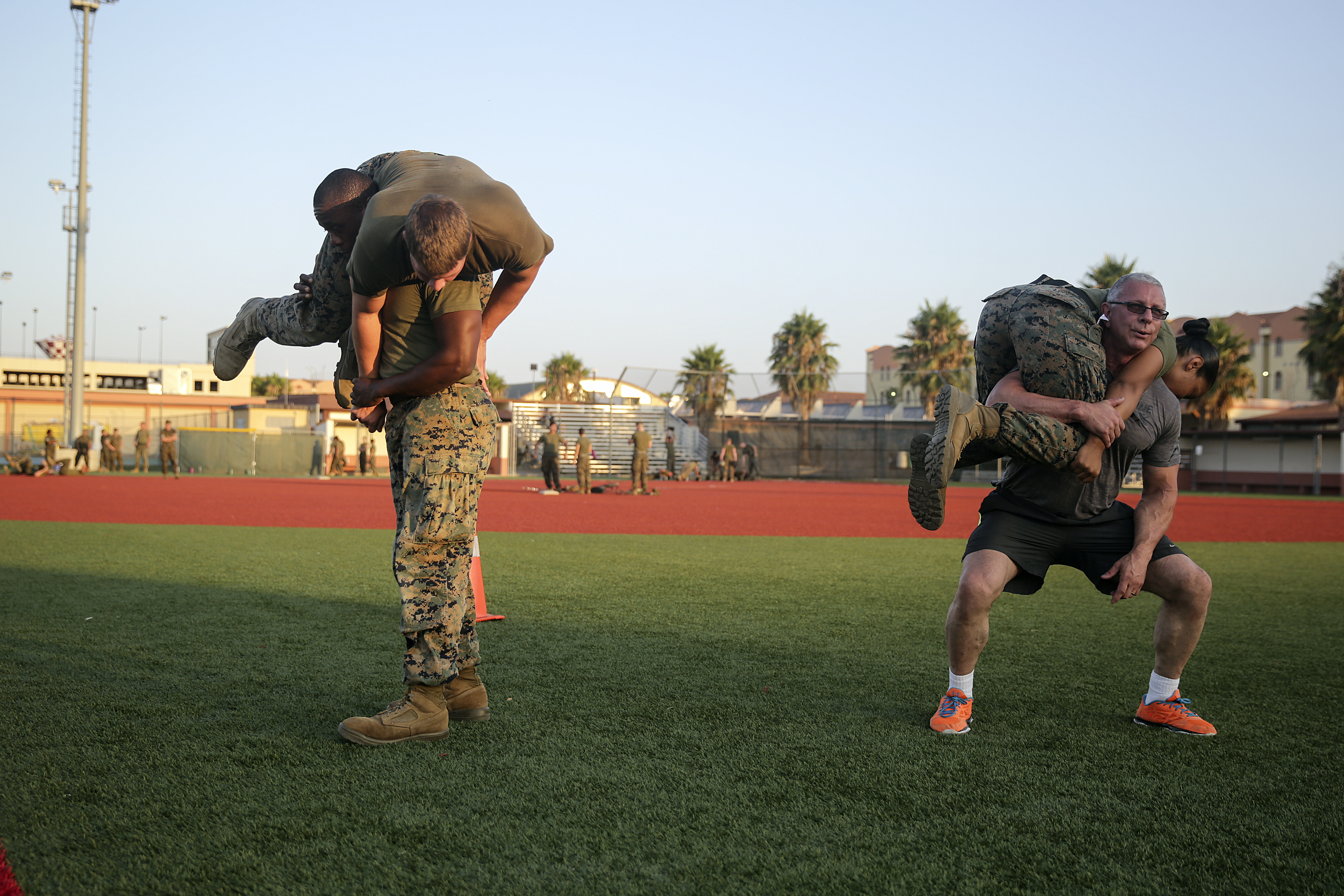
Армейский вариант, при отсутствии штанги роль снаряда выполняет сослуживец

#### Приседания со штангой на спине
Выполняются с удержанием штанги на нижней части трапециевидных мышц спины. Гриф штанги во время выполнения упражнения должен лежать не на шее, а на верхней части спины. Расположение штанги на верхней части трапециевидных мышц чревато болями в шее и излишней нагрузкой на позвоночник. В отличие от варианта удержания штанги на груди считается более продуктивным упражнением, так как включает в работу больше мышц, и более безопасным, особенно при работе с «тяжёлыми» весами.

#### Приседания со штангой на груди
Выполняются с удержанием штанги на передних дельтовидных мышцах. Позволяют лучше изолировать все четыре головки квадрицепса. Фронтальные приседания (чаще глубокие) активно используются в тренировках тяжелоатлетов, являясь одним из ключевых упражнений, позволяющих увеличить результаты в толчке и рывке.
Исследователи флоридского университета сравнили силу давления на колени в «грудном» приседе и в традиционном приседе со штангой на плечах. Оказалось, что в традиционном давление на колени на 22% выше, поэтому при проблемах с коленями грудной присед можно использовать как альтернативу для развития силы и массы ног.

#### Приседания с гантелями
Выполняются с удержанием отягощения (обычно гантели или гири) в опущенных руках. Такой вид приседаний по своему эффекту близок к становой тяге. Бо́льшую нагрузку получают ноги и спина.

### По глубине приседаний

#### Частичные приседания
Выполняются с ограниченной амплитудой движения. Используются в основном пауэрлифтерами при работе над «мёртвыми точками» — участками траектории приседания, на которых спортсмен испытывает наибольшие трудности. Кроме того, вес в частичных приседаниях можно взять больший, чем в других видах, что создаёт большую нагрузку на соединительные ткани конечностей и кости. Однако многие методисты силовых видов спорта не рекомендуют использовать в тренировках частичные приседания.

#### Приседания до параллели
Самый распространённый вариант приседаний. Глубина приседа ограничивается моментом, когда бедро параллельно полу.

#### Глубокие приседания
Тазобедренный сустав опускается ниже коленного. Считается, что такие приседания — более травмоопасные, чем обычные, поскольку создают большой изгибающий момент в коленных суставах. Глубокий присед ранее использовался в основном тяжелоатлетами. Однако сейчас, приседать ниже параллели предпочитают и бодибилдеры. Низкий сед заставляет включаться в работу мышцы ягодиц более активно. Благодаря этому, начальная фаза упражнения — подъём из положения глубокого седа даётся легче. Что в итоге, проявляет использовать в приседаниях больший вес.
Кроме того, усиленное растяжение мышц передней поверхности бедра при опускании таза ниже параллели служит дополнительным фактором роста. Помимо штанги и гантелей глубокие приседания можно делать и в машине Смита. Главная особенность приседов в тренажере в том, что стабилизация корпуса даёт возможность вынести ноги далеко вперёд, снизить тем самым нагрузку на квадрицепс и повысить её на ягодицы. По этой причине, глубокие приседания в машине Смита выполняют те атлеты, которые хотят быстро накачать мышцы ягодиц.

### По расположению ног
- Приседания со штангой на груди. Их еще называют «фронтальными приседаниями»[22]. Это упражнение родом из тяжёлой атлетики. Идея — в переносе штанги с загривка на ключицы состоит в изменении вектора нагрузки. При классическом размещении штанги на спине, нагрузка распределяется между задней поверхностью бедра (двуглавыми мышцами и ягодицами) и передней (четырёхглавыми мышцами бедра). При выполнении приседаний со штангой на груди, нагрузка смещается на переднюю поверхность ноги. Поэтому, это упражнение часто выполняют бодибилдеры[23] высоко роста с целью снижения нагрузки на ягодицы и повышения её на квадрицепсы.
- Гакк-приседания — названы в честь российского борца начала XX века Георга Гакеншмидта. В этом варианте приседаний штанга удерживается сзади на вытянутых руках и поднимается с пола. Существуют также специальные машины для гакк-приседаний. Они перекладывают часть нагрузки с ног на спину[24]. При приседании в тренажёре можно сместить нагрузку на внешнюю сторону бедра, если поставить ноги на ширину плеч[25].
- Приседания сумо — ноги раздвигаются, а колени разворачиваются в стороны. По сравнению с обычными, приседания сумо позволяют сильнее нагрузить мышцы внутренней поверхности бёдер и ягодицы[26]. Приседания сумо иногда используются профессиональными спортсменами-пауэрлифтерами на соревнованиях.

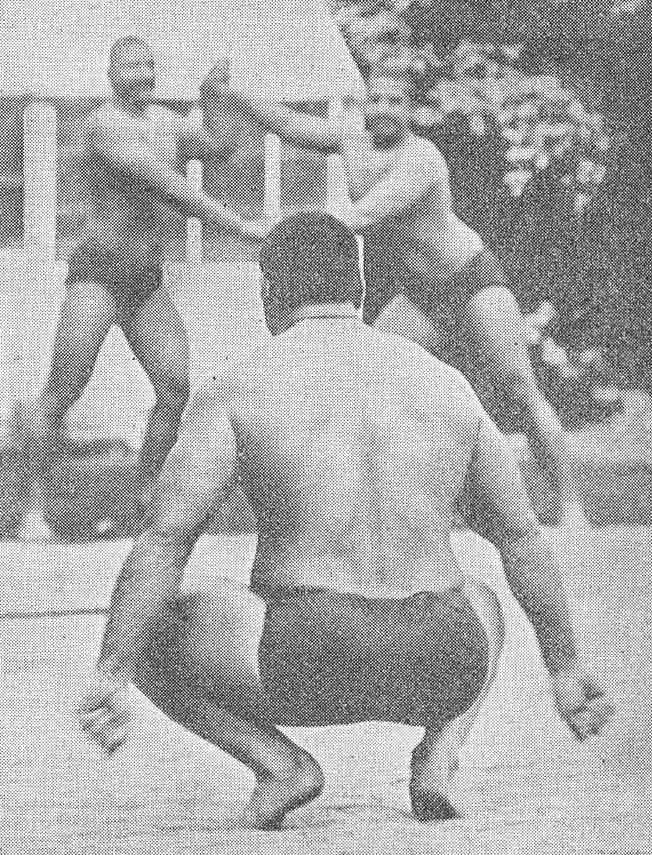
Приседание «хинду»

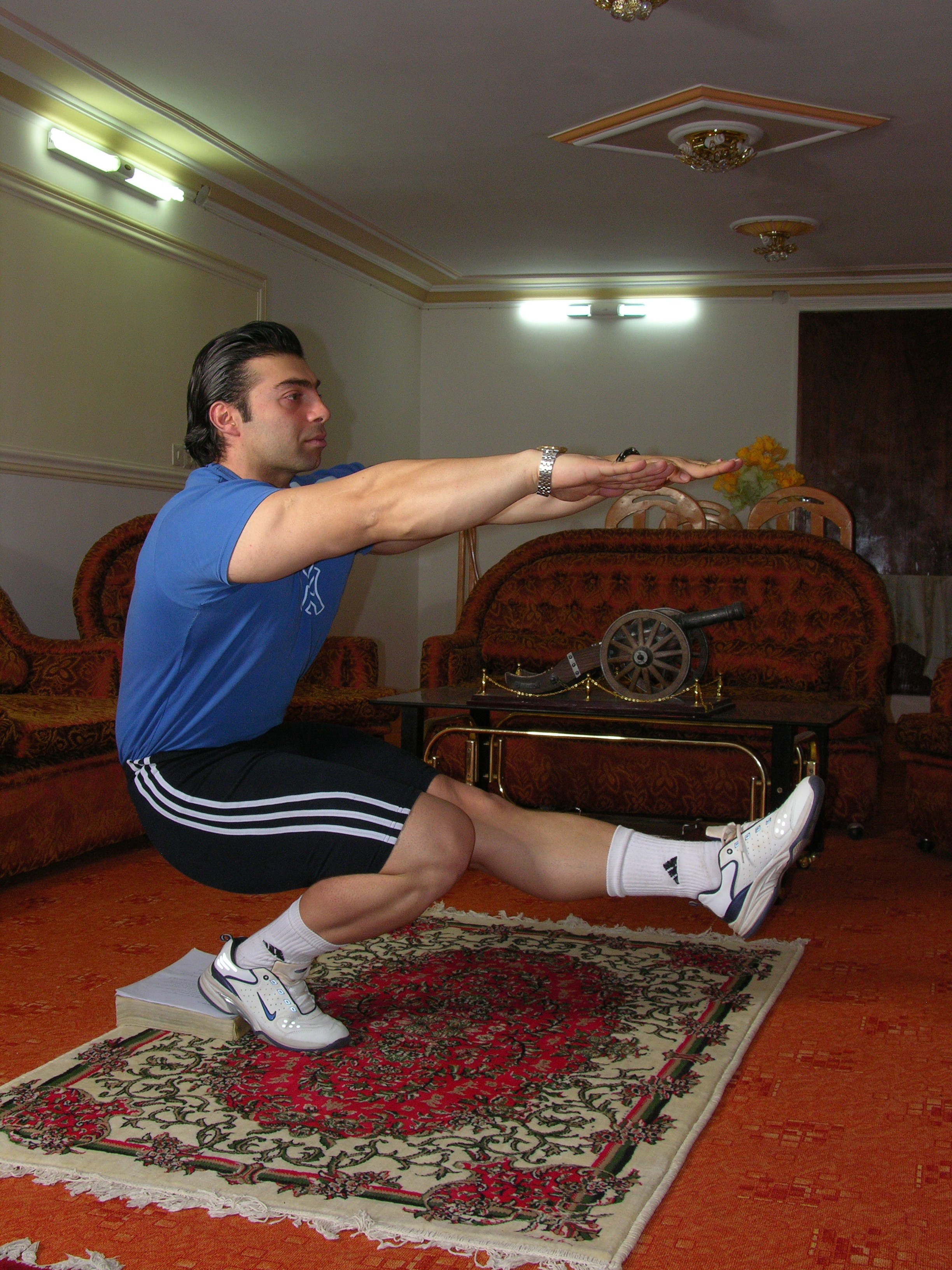
Приседание «пистолетик»

- Сисси-приседания — это упражнение требует от выполняющего достаточной гибкости. При выполнении сисси-приседа атлет отклоняется назад до упора, при этом бёдра и торс должны лежать в одной плоскости. Для предотвращения потери равновесия рекомендуется держаться рукой за спинку стула или другой неподвижный предмет. Сисси-приседания позволяют сконцентрировать нагрузку на нижней части квадрицепсов, ближе к коленям[27].
- Приседания плие — ноги разведены максимально широко, носки в стороны. Движение осуществляется с прямой спиной, отягощение держится обычно в руках на дельтовидных мышцах или над головой. Данный вид приседаний позволяет лучше проработать внутреннюю поверхность бёдер[28]. Исходная позиция для выполнения плие — ноги на ширине плеч. Носки повёрнуты в сторону на 45º. Колени слегка согнуты. Живот втянут, ягодицы сжаты. Выполняющий упражнение выталкивает таз вперёд и задерживает эту позицию. Спина прямая. Выполняя плие, не рекомендуется приседать глубоко, а возвращаясь вверх, не рекомендуется выпрямлять колени[29].
- Приседания Зерхера — названы в честь известного пауэрлифтера Эда Зерхера, использовавшего этот вид приседаний в своих тренировках. При выполнении приседаний Зерхера отягощение кладётся на локтевые сгибы и приседающий держит его перед собой. Это позволяет сместить нагрузку на верхнюю часть квадрицепсов[30].
- Хинду-приседания, также называются «утхак-бетхак» (хинди «встать и сесть»). Широко используются в подготовке индийских борцов. При выполнении приседаний хинду пятки отрываются от пола при опускании в присед. Считается, что такое приседание более травмоопасно, чем обычное, поэтому отягощение обычно подбирается с осторожностью[31].
- Приседания «пистолетиком» — делаются на одной ноге, что улучшает общую координацию движений и требует хорошей гибкости суставов и силы мышц ноги.

### Другие виды приседаний

Выпады с гантелями

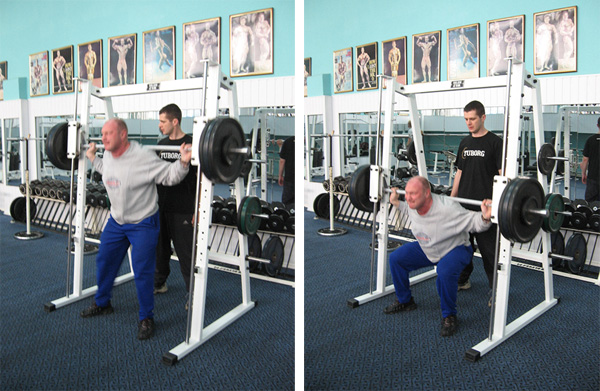
Приседания в тренажёре Смита со страхующим партнёром

- Выпады («приседания-ножницы») — не являются приседаниями в чистом виде, однако их эффект схож. Чаще выпады рекомендуются бодибилдерам для работы над рельефом мышц ног. Выпады можно выполнять как с отягощением, так и без. Отягощение можно держать в руках, опущенных вниз (обычно это гантели), либо на плечах (штанга)[32]. При резком выполнении упражнения возможна травма мениска.
- Приседания в тренажёре Смита — их особенностью является строго вертикальная траектория движения. При этом из работы выключаются многие мышцы-стабилизаторы, что позволяет увеличить нагрузку на крупные мышечные группы (в основном на квадрицепсы). В тренажёре Смита чаще выполняют фронтальные и классические приседания.
- Приседания с мячом — часто практикуются в общефизической подготовке спортсменов различных дисциплин. Имеется несколько вариантов таких приседаний. В первом варианте при приседе мяч зажимается между ног, что увеличивает нагрузку на внутреннюю поверхность бедра[33]; во втором — между спиной спортсмена и плоской поверхностью (например, стеной). Может применяться как обычный мяч, так и специальный мяч для аэробики (фитбол). Во втором случае движение спины происходит по почти вертикальной траектории, что делает движение по эффективности схожим с гакк-приседаниями. Интенсивность можно регулировать, изменяя силу нажатия на мяч[34].

### Прыжковые приседания
Все перечисленные выше приседания можно условно назвать «статическими». Примером «динамических» приседаний могут служить прыжковые приседания, которые не приводят к переразвитым ягодицам или другим излишествам в фигуре.

## Рекорды
Обычно в приседании без специальной экипировки можно поднять несколько меньший вес, чем в становой тяге. С использованием специальной экипировки, как правило, больше. Рекорды в приседаниях регистрируются различными пауэрлифтерскими организациями. Ввиду того, что в разных версиях правила, касающиеся техники приседаний и приёма допинга, отличаются, рекорды также отличаются друг от друга.
- Абсолютный мировой рекорд в многослойной экипировке принадлежит Брайану Кэрролу (США) и составляет 592,3 килограмма.
- Абсолютный рекорд в приседаниях в однослойной экипировке составляет 515 кг и принадлежит Блейну Самнеру (США).
- Абсолютный рекорд в приседаниях в бинтах установлен 22 июля 2017 года Владиславом Алхазовым и равен 525 кг[35].
- Абсолютный рекорд в приседаниях без экипировки[36] установлен Рэем Уильямсом (США) на Арнольд Классик в 2019 году и равен 490 кг.

## Интересный факт

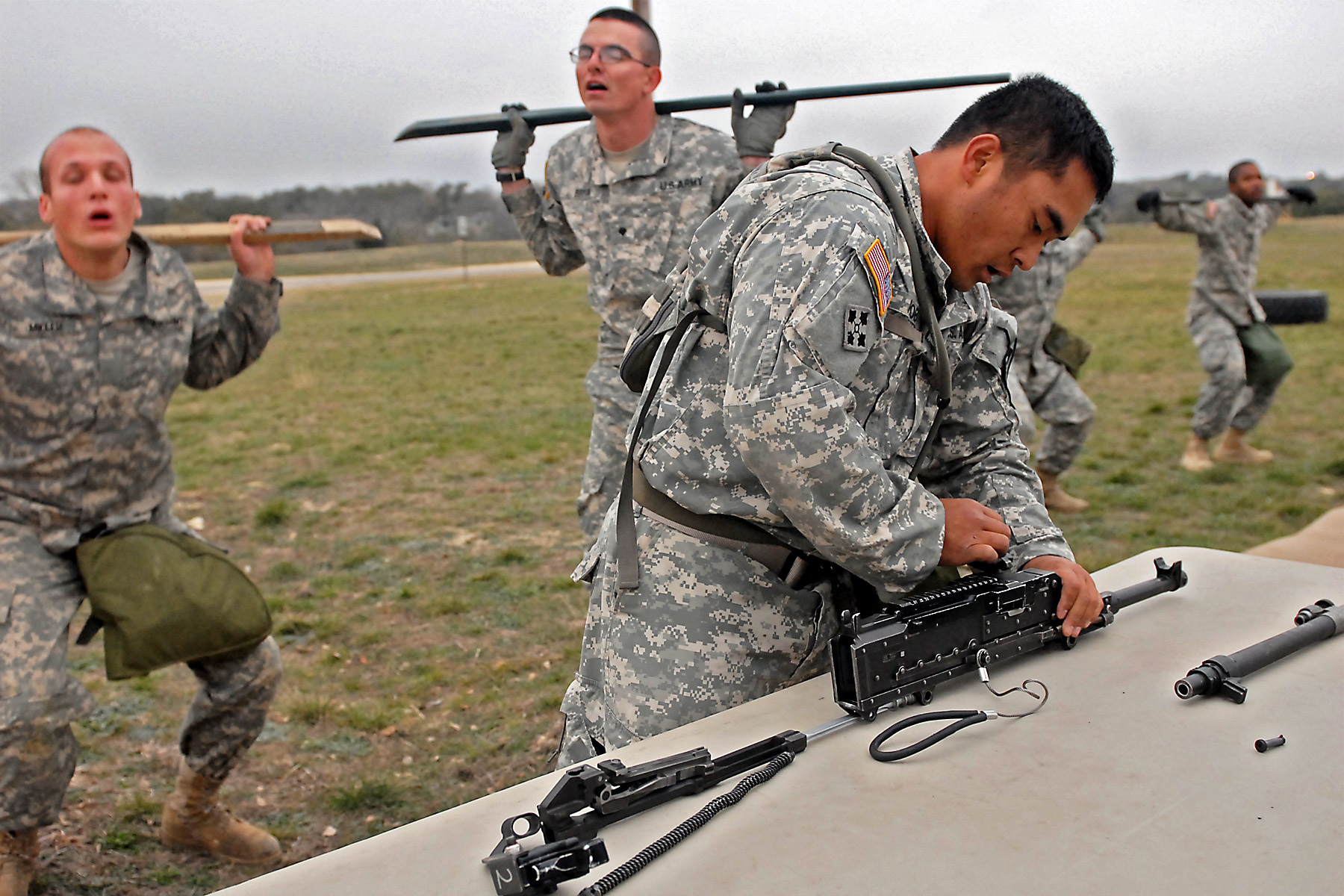
Американские солдаты приседают с грузом на плечах, пока их сослуживец занимается разборкой-сборкой пулемёта M240

- Проведённое в Дании исследование показало, что между объёмом ноги и здоровьем сердца есть взаимосвязь. Учёные исследовали около 3000 мужчин и женщин на протяжении 10 лет, изучая развитие болезней сердца и общую смертность. Риск развития сердечно-сосудистых заболеваний оказался примерно в 2 раза выше у тех, у кого окружность ноги составляла менее 56 см (у бедра); у них же наблюдалась и более высокая общая смертность. Жировая прослойка никак не влияла на связь между большим объёмом ноги и снижением перечисленных рисков. Учёные пришли к выводу, что большая мышечная масса может защитить от развития сердечно-сосудистых заболеваний и снизить показатель общей смертности[37].